# Lloredo
Lloredo es un núcleo de población español del municipio de Alfoz de Lloredo, perteneciente a la comunidad autónoma de Cantabria.

## Historia
Hacia mediados del siglo XIX, el lugar era referido ya como un barrio de Rudagüera. Aparece descrito en el décimo volumen del Diccionario geográfico-estadístico-histórico de España y sus posesiones de Ultramar de Pascual Madoz con las siguientes palabras:

LLOREDO: barrio en la prov. de Santander, part. jud. de San Vicente de la Barquera; pertenece al concejo de Rudaguera. (V.)
(Madoz, 1847, p. 507)

En 2023, el núcleo de población tenía empadronados 118 habitantes.